# Handball-Europameisterschaft 2008/Slowakei
In diesem Artikel wird die slowakische Männer-Handballnationalmannschaft bei der Europameisterschaft 2008 in Norwegen behandelt.

## Qualifikation
→ Siehe Handball-Europameisterschaft 2008 

## Mannschaft

### Kader
| Nr.                           | Name                          | Verein                        | Länderspiele/Tore (vor EM)    | Spiele                        | Tore                          |                               | Zeitstrafen                   |                               |
| Torhüter (% gehaltener Bälle) | Torhüter (% gehaltener Bälle) | Torhüter (% gehaltener Bälle) | Torhüter (% gehaltener Bälle) | Torhüter (% gehaltener Bälle) | Torhüter (% gehaltener Bälle) | Torhüter (% gehaltener Bälle) | Torhüter (% gehaltener Bälle) | Torhüter (% gehaltener Bälle) |
| ----------------------------- | ----------------------------- | ----------------------------- | ----------------------------- | ----------------------------- | ----------------------------- | ----------------------------- | ----------------------------- | ----------------------------- |
| 1                             | Martin Pramuk                 | Pfadi Winterthur              | 30 / 0                        | 2                             | (11 %)                        | -                             | -                             | -                             |
| 12                            | Richard Štochl                | Dunaferr SE                   | 144 / 3                       | 3                             | 1 (26 %)                      | -                             | -                             | -                             |
| 16                            | Michal Shejbal                | Frisch Auf Göppingen          | 1 / 0                         | 1                             | (-)                           | -                             | -                             | -                             |
| Feldspieler                   |                               |                               |                               |                               |                               |                               |                               |                               |
| 2                             | Vlastimil Fuňak               | HT Tatran Prešov              | 12 / 18                       | 3                             | 5                             | 1                             | -                             | -                             |
| 5                             | František Šulc                | HSG Düsseldorf                | 22 / 86                       | 3                             | 18                            | 3                             | 2                             | -                             |
| 6                             | Gabriel Vadkerti              | Start Nové Zámky              | 0 / 0                         | 1                             | 1                             | -                             | -                             | -                             |
| 8                             | Michal Baran                  | SC Sélestat                   | 58 / 124                      | 3                             | 3                             | -                             | 2                             | -                             |
| 11                            | Radoslav Kozlov               | HT Tatran Prešov              | 0 / 0                         | 3                             | 9 / 6                         | -                             | -                             | -                             |
| 13                            | Radovan Pekár                 | HT Tatran Prešov              | 28 / 51                       | 3                             | 10                            | 2                             | 3                             | -                             |
| 14                            | Andrej Petro                  | US Ivry HB                    | 4 / 8                         | 3                             | 3                             | 1                             | 3                             | -                             |
| 15                            | Peter Dudás                   | HT Tatran Prešov              | 11 / 21                       | 3                             | 8                             | 1                             | 4                             | -                             |
| 20                            | Csaba Szücs                   | HC Erlangen                   | 0 / 0                         | 2                             | 1                             | -                             | 2                             | -                             |
| 21                            | Marek Mikéci                  | HT Tatran Prešov              | 8 / 15                        | 3                             | 5                             | 1                             | 1                             | -                             |
| 22                            | Ján Faith                     | HC Baník Karviná              | 5 / 3                         | 3                             | 3                             | -                             | -                             | -                             |
| 23                            | Radoslav Antl                 | Grasshopper Club Zürich       | 72 / 318                      | 3                             | 7 / 1                         | -                             | -                             | -                             |
| 24                            | Martin Straňovský             | Ademar León                   | 35 / 109                      | 3                             | 3                             | -                             | -                             | -                             |
|                               |                               | Gesamt                        | 430 / 756                     | 3                             | 78 / 7                        | 9                             | 17                            | -                             |
| Trainer/Betreuer              |                               |                               |                               |                               |                               |                               |                               |                               |
|                               | Zoltán Heister                |                               | Trainer                       |                               |                               |                               |                               |                               |
|                               | Dezider Jakubička             |                               | Co-Trainer                    |                               |                               |                               |                               |                               |

## Vorrundenspiele (Gruppe D)
In der Vorrunde trifft die slowakische Mannschaft auf Island, Schweden und Frankreich.

### Frankreich 32:31 (20:18) Slowakei
(17. Januar, in Trondheim, Trondheim Spektrum)
FRA: Daouda Karaboué, Thierry Omeyer – Olivier Girault (6/1), Bertrand Gille (5), Jérôme Fernandez (5), Daniel Narcisse (5), Nikola Karabatić (4/1), Luc Abalo (3), Didier Dinart (2), Cédric Paty (2), Guillaume Gille, Christophe Kempe, Laurent Busselier, Fabrice Guilbert
SVK: Richard Štochl, Michal Shejbal – František Šulc (10), Radovan Pekár (7), Radoslav Antl (5/1), Vlastimil Fuňak (3), Peter Dudás (3), Andrej Petro (1), Marek Mikéci (1), Radoslav Kozlov (1/1), Michal Baran, Ján Faith, Martin Straňovský, Csaba Szűcs

### Slowakei 22:28 (5:16) Island
(19. Januar, in Trondheim, Trondheim Spektrum)
SVK: Martin Pramuk, Richard Štochl (1) – Radoslav Kozlov (7/5), František Šulc (5), Vlastimil Fuňak (2), Michal Baran (2), Martin Straňovský (2), Csaba Szűcs (1), Peter Dudás (1), Radoslav Antl (1), Andrej Petro, Radovan Pekár, Marek Mikéci, Ján Faith
ISL: Birkir Ívar Guðmundsson, Hreidar Guðmundsson – Guðjón Valur Sigurðsson (7), Alexander Petersson (5), Logi Geirsson (4), Róbert Gunnarsson (4), Ásgeir Örn Hallgrímsson (2), Snorri Guðjónsson (2/1), Hannes Jón Jónsson (1), Vignir Svavarsson (1), Einar Hólmgeirsson (1), Jaliesky García (1), Bjarni Fritzson, Sigfús Sigurðsson

### Slowakei 25:41 (12:20) Schweden
(20. Januar, in Trondheim, Trondheim Spektrum)
SVK: Martin Pramuk, Richard Štochl – Marek Mikéci (4), Peter Dudás (4), Radovan Pekár (3), František Šulc (3), Ján Faith (3), Andrej Petro (2), Michal Baran (2), Gabriel Vadkerti (1), Radoslav Kozlov (1), Martin Straňovský (1), Radoslav Antl (1), Vlastimil Fuňak
SWE: Tomas Svensson, Dan Beutler – Kim Andersson (8/3), Marcus Ahlm (6), Oscar Carlén (5), Dalibor Doder (4), Robert Arrhenius (3), Jonas Larholm (3/2), Henrik Lundström (3), Martin Boquist (3), Jonas Källman (2), Jan Lennartsson (2), Johan Petersson (1), Magnus Jernemyr (1)